# 摩纳哥王妃 (电影)
是一部2014年國際合拍的传记电影，以前好莱坞传奇影星格蕾丝·凯莉為題材，由奧利維耶·達安导演，妮可·基德曼主演。其他演员包括弗兰克·兰格拉、帕克·波西、德里克·雅各比、帕兹·维嘉、罗杰·阿什顿-格里菲斯、米洛·文提米利亚和蒂姆·罗斯。
原定2013年11月底第一次发行上映，但由于发行方韦恩斯坦公司与导演关于影片最终剪辑版本存在巨大争议，预定上映日期一再推迟到2014年3月14日，但不足两个月便再度被无限期延迟。影片最后在2014年5月14日作为第67届戛纳国际电影节的开幕影片，在卢米埃尔大厅做国际首映。英国的首映在2014年6月4日，6月6日开始全球发行。

## 剧情
1962年，格蕾丝（妮可·基德曼饰）大婚已经有六年，她的一颦一笑已经成为20世纪王妃的经典影像，但此时，她正在力图使自己的过去与现在和解。她渴望重返大银幕，却因为如今身兼三职——两个孩子的母亲、欧洲公国的王妃、雷尼埃三世（蒂姆·罗斯饰）的妻子——而踌躇不前。
亞佛烈德·希區考克（罗杰·阿什顿-格里菲斯饰）建议她重返好莱坞，与他合作拍摄艳贼（Marnie），这个提议令格蕾丝陷入苦恼。
当时丈夫雷尼埃的现代化改革措施遭到了法国总统戴高乐的抵制，戴高乐要对摩纳哥课以重税，并推动武力以保证此措施得以实行。
重返昔日明星之路，还是成为了一个彻彻底底的王室皇妃？格蕾丝面临选择......

## 演员

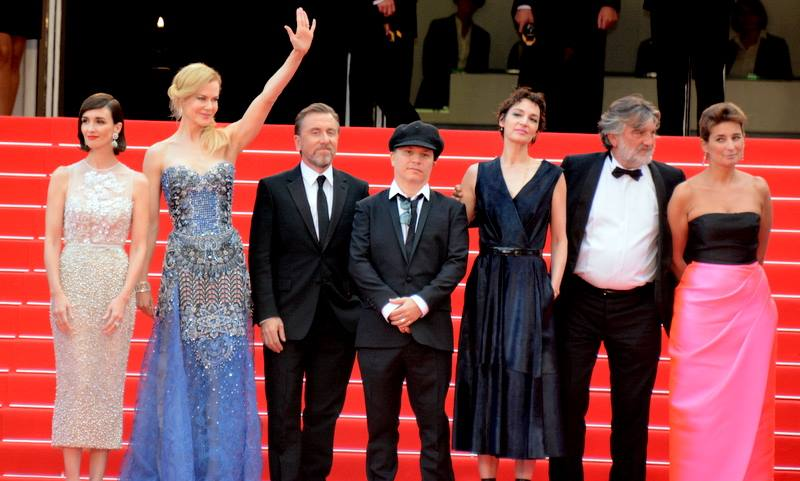
导演,制片人和明星们在2014年戛纳电影节

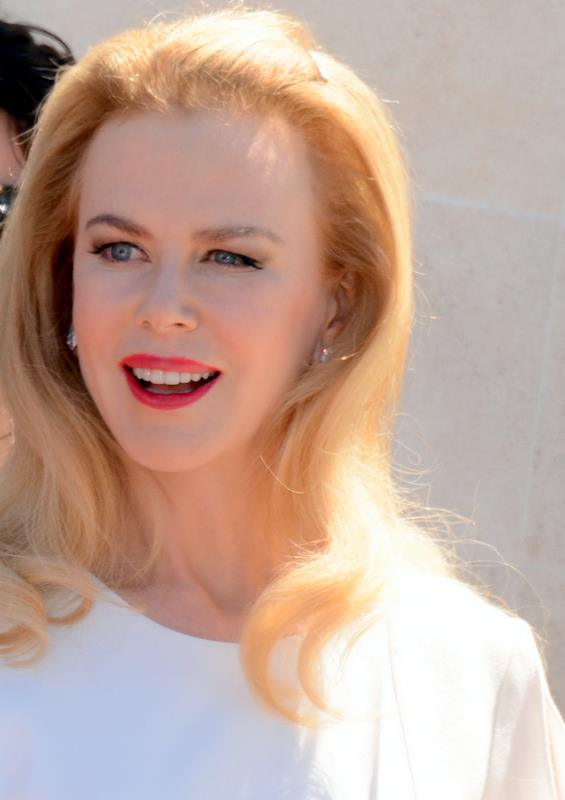
妮可·基德曼在戛纳电影节上

| 演員                                           | 角色                                               |
| ---------------------------------------------- | -------------------------------------------------- |
| 妮可·基德曼                                    | 格蕾丝·凯利                                        |
| 蒂姆·罗斯                                      | 雷尼埃三世                                         |
| 弗兰克·兰格拉（Frank Langella）                | 牧師弗朗西斯·塔克                                  |
| 帕克·波西（Parker Posey）                      | 玛琪·蒂维-法孔（Madge Tivey-Faucon）               |
| 米洛·文提米利亚（Milo Ventimiglia）            | 鲁珀特·艾伦                                        |
| 德里克·雅各比（Derek Jacobi）                  | 费尔南多·戴利埃尔伯爵（Count Fernando D'Ailieres） |
| 帕兹·维嘉（Paz Vega）                          | 玛丽亚·卡拉斯（Maria Callas）                      |
| 杰拉丁·萨莫维尔（Geraldine Somerville）        | 安托瓦内特公主                                     |
| 罗伯特·林赛（Robert Lindsay）                  | 亚里士多德·奥纳西斯                                |
| 尼古拉斯·法雷尔（Nicholas Farrell）            | 让-夏尔·雷（Jean-Charles Rey）                     |
| 罗杰·阿什顿-格里菲斯（Roger Ashton-Griffiths） | 阿尔弗雷德·希区柯克                                |
| 让娜·巴里巴Jeanne Balibar）                    | 巴乔基伯爵夫人（Countess Baciocchi）               |
| 伊夫·雅克（Yves Jacques）                      | 德拉文内先生（Mr. Delavenne）                      |
| 奥利维埃·拉布尔丹（Olivier Rabourdin）         | 埃米尔·佩尔蒂埃（Emile Pelletier）                 |
| 弗洛拉·尼科尔森（Flora Nicholson）             | 菲利斯·布卢姆（Phyllis Blum）                      |
| 安德烈·彭文（André Penvern）                   | 戴高乐                                             |
| 菲利普·德兰西（Philip Delancy）                | 罗伯特·麦克纳马拉                                  |
| 帕斯卡兰·克勒韦科伊（Pascaline Crêvecoeur）    | 格蕾丝·凯利的化妆师                                |

## 反响
本片的口碑很差，烂番茄新鲜度只有10%，Metacritic上媒体综评为21分。